# Хиперион (сателит)
Хиперион (грч. Ὑπερίων), такође познат као Сатурн 7, је природни сателит Сатурна кога су открили Вилијам Кранч Бонд, Џорџ Филипс Бонд и Вилијам Ласел 1848. Одликује се неправилним обликом, хаотичном ротацијом и необичним изгледом налик сунђеру. То је први откривени месец који није округао.

## Име
Име је добио по Хипериону, Титановом богу из грчке митологије. Такође је познат и по имену Сатурн VII.
Хиперионово откриће је дошла убрзо након што је Џон Хершел је предложио називе за седам претходно познатих сателита Сатурна у својој публикацији Резултати астрономских осматрања на рту Добре Наде из 1847. Вилијам Ласел, који је видео Хиперион два дана након Вилијама Бонда, одобрио је Хершелову шему за именовања и предложио име Хиперион у складу са тим.

## Физичке карактеристике

### Облик
Хиперион је један од највећих небеских тела неправилног облика у Сунчевом систему. Једини већи месец неправилног облика је Нептунов месец Протеус. Највећи кратер на Хипериону је широк око 121,57 km и 10,2 km дубок. Могуће објашњење његовог неправилног облика је да Хиперион представља фрагмент већег тела које се откинуло услед великог удара у далекој прошлости. Првобитни Хиперион је највероватније имао пречник између 350 до 1000 km.

### Састав
Попут већине Сатурнових природних сателита мала густина Хипериона указује на то да је он састављен углавном од воденог леда уз веома мали удео стена. Међутим, за разлику већине Сатурнових месеца, Хиперион има низак албедо (0.2-0.3), што указује да је покривен танким слојем тамног материјала. Овај материјал може потицати од Фебе или Јапета. Хиперион је више црвен од месеца Феба и приближно се поклапа са бојом тамног материјала на месецу Јапет.
Порозност Хипериона износи око 0.46.

### Површина
Сонда Војаџер 2 која је прошла кроз Сатурнов систем 1981. фотографисала је Хиперион, али само из даљине. На снимцима се виде појединачни кратери и огроман гребен, али сонда није била у стању да сними површину месеца изблиза. Прве слике са НАСА-ине летелице Касини 2005. године указале су на Хиперионов необичан изглед.
Хиперионова површина је прекривена дубоким, оштрим кратерима који јој дају изглед џиновског сунђера. Тамни материјал попуњава дно сваког кратера. Црвенкаста супстанца садржи дуге ланце угљеника и водоника и врло је слична материјалу пронађеним на другим Сатурновим сателитима, углавном на Јапету.
Најновије анализе података прикупљених током прелетања Касини летелице поред Хипериона 2005. и 2006. године приказују да око 40 процената месеца чини празан простор. У јулу 2007. године је примећено да можда порозност дозвољава кратерима да остану скоро непромењени током еона. Нове анализе су такође потврдиле да је Хиперион састављен углавном из водених леденица и врло мало камења. "Открили смо да је главни састојак површине водени лед, али је то прљави водени лед" јекао је Дејл Круикшанк, истраживач из Ејмс истраживачног центра.

## Ротација
Слике са Војаџера 2 указују да је ротација Хипериона хаотична, то јест, његова оса ротације се толико клати да је њена оријентација у простору је непредвидива. Хиперион је једини познати месец Сунчевог система за који се зна да има хаотичну локацију. Он је такође и једини редован природни планетарни сателит Сунчевог система који нема синхрону ротацију.
Хиперион је јединствен међу огромним месецима јер је неправилног облика, има врло ексцентричну орбиту, и налази се у близини доста већег месеца, Титана. Ови фактори заједно онемогућавају постојање стабилне ротације. Орбитална резонанца која износи 3:4 између Титана и Хипериона је такође могући узрок хаотичне ротације. Чињеница да његова ротација није синхрона је вероватно узрок чудноватости површине Хипериона, супротно од многих других Сатурнових месеца, којиимају контрастне размаке и водеће хемисфере.

## Истраживање
Хиперион је неколико пута усликан из даљине од страни Касини орбитера. Први планирани лет поред Хипериона се догодио на удаљености од 500 km 26. септембра 2005. године. Касини се још једном приближио Хипериону 25. августа 2011. године, а затим и 16. септембра 2011. године.